# Nassinia tricolor
Nassinia tricolor là một loài bướm đêm trong họ Geometridae.